# Marguerite Perey
Marguerite Catherine Perey o Marguerite Perey (Villemomble, 19 d'octubre de 1909 – Louveciennes, 13 de maig de 1975) fou una física francesa cèlebre per descobrir l'any 1939 l'element anomenat franci i per ser la primera dona a ingressar en l'Acadèmia Francesa de les Ciències, un honor que li va ser negat a la seva mentora, Marie Curie. Marguerite Perey enfocà la seva carrera en la recerca de les propietats físiques, químiques i biològiques de diferents substàncies radioactives, tant naturals com artificials.

## Primeres passes
Marguerite volia estudiar medicina però, després de morir el seu pare, la família es va quedar pràcticament sense recursos. Amb molt esforç, i l'oposició de la seva mare, el 1929 va obtenir un títol de Tècnica de Laboratori a l'Escola d'Ensenyament Tècnic Femenina de Paris, el qual li va servir per aconseguir un contracte de pràctiques de 3 mesos a l'Institut del Radi i l'oportunitat de treballar amb Marie Curie.

## La formació de la mà dels Curie
Marie Curie va detectar de seguida la capacitat intel·lectual i l'habilitat per treballar en el laboratori de Marguerite i més enllà de convertir-la en la seva assistenta de laboratori personal, es va ocupar de formar-la tot i que Marguerite estàs mancada d'estudis universitaris. Amb tot, estarien juntes cinc anys, fins a la mort de Marie Curie el 1934. Aleshores, Marguerite va ser nomenada radioquímica de l'Institut, passant a treballar amb André Debierne, nou director de l'Institut, i d'Irène Joliot-Curie ambdós interessats en l'estudi de l'actini.
Marguerite s'acostà, així, a la ciència de la mà de Marie Curie i del seu marit, Pierre Curie, qui el 1946 va ser el director de la seva tesi. Amb tots dos va treballar des dels 19 anys separant l'actini de l'urani i estudiant les interaccions dels dos elements.

## La caracterització del franci
El 7 gener 1939, en una de les seves mostres, descobrí un nou element, el qual va batejar com a franci (eka-cesi-223) en honor del seu país. Es tractava de l'últim element natural que quedava per completar la taula de Dmitri Mendeléiev de 92 elements. Abans, hi va haver diversos intents fallits d'aïllar-lo, ja que es sospitava de la seva existència per coherència de la taula periòdica.
Aquest descobriment era una bona oportunitat per Marguerite per presentar la seva tesi doctoral. No obstant això, Marguerite no tenia ni estudis universitaris ni tan sols el batxillerat per la qual cosa va haver de deixar el treball al laboratori per dedicar-se a estudiar. Va fer alguns cursos a la Sorbona, el preparatori de medicina i diversos mòduls de química, biologia i fisiologia amb els quals va aconseguir de manera insòlita una excepcional titulació universitària.

## Altres responsabilitats
Va treballar fent recerca per al Centre Nacional de la Recerca Científica i la Universitat d'Estrasburg, on va ocupar la càtedra de química nuclear i impartí classes durant dècades. Publicà nombrosos articles i notes sobre la seva tasca investigadora i més endavant establí el seu propi laboratori.

## Malaltia i defunció
El treball continuat amb aquest nou element radioactiu fou el que li provocà el càncer que causà finalment la seva mort l'any 1975.

## Reconeixements
Va rebre en vida nombrosos reconeixements, entre ells el guardó Leconte de l'Acadèmia en honor de la tasca científica, el premi Lavoisier o la medalla de plata de la Societat Química francesa. Va ser escollida membre de l'Acadèmia de ciències, essent la primera dona a aconseguir-ho (es va proposar l'ingrés de la seva mentora, Marie Curie, però va ser refusada). Posteriorment va ser condecorada amb l'Orde Nacional del Mèrit i la Legió d'Honor.

## Publicacions seleccionades
- Marguerite Perey, « Sur un élément 87, dérivé de l'actinium », C.R. Hebd. Seances Acad. Sci. 208:97-99 (1939) Volltext
- Marguerite Perey et Jean-Pierre Adloff, « Sur la descendance de l'actinium k : 22387Fr », Journal de Physique et Le Radium, 17(7):545-547 (1956) doi:10.1051/jphysrad:01956001707054500